# Llengües equatorials
Les llengües equatorials, proposada per Joseph Greenberg (1956, 1987), és una hipòtesi de família lingüística que proposa que diverses grups de llengües sud-americanes, entre elles: les macroarawak, macro-tupí, macro-jívares, les uru-chipaya i un bon número de llengües aïllades, estan emparentades dins d'una unitat filogenètica vàlida.
Val a dir que aquesta hipòtesi, igual que altres propostes per Greenberg per al continent americà, ha estat àmpliament qüestionada per diversos especialistes en aquestes llengües, per basar-se en una metodologia amb un marge d'error massa alt (Landaburu, 1999) i sobre una evidència lingüística feble. Per aquesta raó la majoria dels especialistes consideren la proposta altament especulativa.

## Classificació
Greenberg proposa que la macrofamília equatorial com una divisió de l'Amerindi meridional incloent diverses famílies. Aquesta classificació ha variat des de la primera proposta (1956), fins a l'última (1987). D'acord amb l'última proposta de Greenberg (1987), el tronc equatorial seria part del fílum Equatorial-Tucano, en el qual estarien també les llengües macro-tukano.

### Greenberg (1956)
El grup equatorial inicialment proposat per Greenberg en 1956, era part d'un hipotètic grup andí-equatorial posteriorment abandonat la proposta de 1987. Entre el grup equatorial inicialment proposat, i més tard abandonat estaven les següents branques:
1. Arawak
2. Arawá
3. Chapacura-wañam
4. Uru-chipaya
5. Tupí
6. Zamuco
7. Timoto-Cuica
8. Guahibo-Pamigua
9. Salibano
10. Otomaco-Taparita
11. Kamsá
12. Tuyuneri (=Harákmbut)
13. Yuracaré
14. Cayubaba

### Greenberg (1987)
El grup equatorial revisat per Greenberg en 1987 consta de 12 branques, entre les quals estan:
1. Macro-arawak
2. Cayubaba [A]
3. Coche [A]
4. Jívaro-Candoshi-Yaruro
5. Karirí-Tupí
6. Macú-Piaroa-Sáliba
7. Taruma [A]
8. Timote-Cuica
9. Trumaí [A]
10. Tushá [A]
11. Yuracaré [A]
12. Zamuco

La gran majoria d'aquests subgrups són llengües aïllades [A].

### Fílum tukano-equatorial
La proposta de Greenberg (1987), proposa que les unitats filogenètiques anomenades macro-tucano, equatorial (macro-arawak) formarien el fílum tucano-equatorial. Aquest seria un dels quatre super-fílums en què es classificarien les llengües ameríndies de Sud-amèrica:
- Fílum txibtxa-paez
- Fílum andí (aimara, quítxua, andí septentrional, ...)
- Fílum tucano-Equatorial
  - Filo macro-tucano (tukano, catuquina, macú, nambikwara, ...)
  - Fílum Equatorial (macroarawak, macro-tupí, ...)
- Fílum Gê-Pano-Carib

Aquesta classificació naturalment ha estat molt criticada per les mateixes raons generals que la resta de la hipòtesi ameríndia.